# Chylońskie Pustki
Chylońskie Pustki (kaszb. Chëléńsczé Pùstki) – dawna wspólna nazwa grupy osad położonych w otoczeniu ówczesnej wsi Chylonia, obecnie na terenie Gdyni W jej skład wchodziły:
- Demptowo (obecnie część dzielnicy Pustki Cisowskie-Demptowo)
- Marszewo (obecnie część dzielnicy Pustki Cisowskie-Demptowo)
- Pustkowie (dzisiejsze Pustki Cisowskie)
- Leszczyno (dzisiejsze Leszczynki)
- Bernarda (obecnie część dzielnicy Leszczynki)
- Niemotowo (obecnie część dzielnicy Chwarzno-Wiczlino)
- Dębowa Góra (obecnie część dzielnicy Chwarzno-Wiczlino)
- Brzozowa Góra (obecnie część dzielnicy Chwarzno-Wiczlino)

Wymienione osiedla położone są na skraju kompleksu leśnego Trójmiejskiego Parku Krajobrazowego, częściowo w pasie Wzgórz Chwaszczyńskich. Prowadzą tędy trasy dwóch szlaków turystycznych:  Wejherowskiego i  Zagórskiej Strugi.
W źródłach historycznych osady wchodzące w skład Chylońskich Pustek spotykane są także pod wspólną nazwą Dzięciołowo lub w jęz. niemieckim Spechtswalde.
Ostatecznie zasięg nazwy Chylońskie Pustki ograniczył się do obszaru dzisiejszych Pustek Cisowskich.